# Гаранина, Зинаида Яковлевна
Зинаи́да Я́ковлевна Гара́нина (24 октября 1904, Владимирское, Козьмодемьянский уезд, Казанская губерния, Российская империя — 19 апреля 1971, Козьмодемьянск, Марийская АССР, РСФСР, СССР) — марийский советский педагог. Учитель и заведующая Гавренихинской (1931—1955) и Бурлацкой (1955—1959) начальными школами Горномарийского района Марийской АССР. Заслуженный учитель школы РСФСР (1951).

## Биография
Родилась 24 октября 1904 года в селе Владимирское ныне Горномарийского района Марий Эл.
С 19 лет — активист советской власти, член сельсовета на родине.
С 1931 года, закончив месячные педагогические курсы, работала учителем и заведующей начальными школами Горномарийского района: до 1955 года — Гавренихинской, в 1955—1959 годах — Бурлацкой.
В 1937 году экстерном окончила Козьмодемьянский педагогический техникум.
В 1951 году ей присвоено почётное звание «Заслуженный учитель школы РСФСР». Награждена медалями и Почётной грамотой Президиума Верховного Совета Марийской АССР.
Ушла из жизни 19 апреля 1971 года в Козьмодемьянске, похоронена там же.

## Признание заслуг
- Заслуженный учитель школы РСФСР (1951)[1][2]
- Медаль «За трудовое отличие» (1944)[1][2]
- Медаль «За трудовую доблесть» (1949)[1][2]
- Юбилейная медаль «За доблестный труд. В ознаменование 100-летия со дня рождения Владимира Ильича Ленина» (1970)[1][2]
- Почётная грамота Президиума Верховного Совета Марийской АССР (1944)[1][2]